# 1835 en philosophie
Chronologie de la philosophie
- 1831
- 1832
- 1833
- 1834
- 1835
- 1836
- 1837
- 1838
- 1839

L’année 1835 a été marquée, en philosophie, par les événements suivants :

## Publications
- De la démocratie en Amérique (tome 1), d'Alexis de Tocqueville.
- La Vie de Jésus, œuvre orientée sur de Jésus historique et non divin de David Strauss qui fit scandale à l'époque[1].

## Décès
- 8 juin : Gian Domenico Romagnosi, philosophe italien, né en 1761.